# Wernejówka
Wernejówka (także Wierniejówka oraz Werszejówka) – uroczysko-dawna miejscowość, dawna wólka przy wsi Puławy, położona w województwie podkarpackim, w powiecie krośnieńskim w gminie Rymanów.
Miejscowość była położona nad Wisłokiem na stoku Bukowicy.
Posiadłość lokowana w II poł. XVI wieku. Wieś królewska Wierniejówka położona na przełomie XVI i XVII wieku w ziemi sanockiej województwa ruskiego, w drugiej połowie XVII wieku wieś Wiernieiówka należała do tenuty Besko starostwa sanockiego.
W połowie XIX wieku właścicielem posiadłości tabularnej Puławy z Wierniejówką był Józef Kłopotowski.
W 1898 roku wieś liczyła 109 mieszkańców, w większości Rusinów, i 19 domów. Wieś należała do parafii łacińskiej w Nowotańcu. Do roku 1914 pod jurysdykcją starostwa powiatowego Sanoku, powiat sądowy w Bukowsku.
Po roku 1944 ludność rusińska została w ramach wymiany ludności przesiedlona na Ukrainę.
Obecnie w Wernejówce znajduje się jedno gospodarstwo rolne.